# Элота
Элота (исп. Elota) — муниципалитет в Мексике, штат Синалоа, с административным центром в городе Ла-Крус. Численность населения, по данным переписи 2010 года, составила 42 907 человек.

## Общие сведения
Название Elota с языка науатль можно перевести как: место изобилия кукурузы.
Площадь муниципалитета равна 1643 км², что составляет 2,86 % от площади штата. Он граничит с другими муниципалитета штата Синалоа: на севере с Косалой, на востоке с Сан-Игнасио, и на западе с Кульяканом, а на юге омывается водами Калифорнийского залива.

## Учреждение и состав
Муниципалитет был образован 5 мая 1917 года, в его состав входит 131 населённый пункт, самые крупные из которых:
| Код INEGI | Населённый пункт                                    | Численность населения (2005 год) | Численность населения (2010 год) |
| --------- | --------------------------------------------------- | -------------------------------- | -------------------------------- |
| 008       | Всего                                               | 46462                            | 42907                            |
| 0001      | Ла-Крус (исп. La Cruz) (административный центр)     | 12951                            | 15657                            |
| 0176      | Пуэбло-Нуэво (исп. Pueblo Nuevo)                    | 1623                             | 1709                             |
| 0085      | Танкес (исп. Tanques)                               | 1524                             | 1652                             |
| 0067      | Петрерильо-дель-Нороте (исп. Potrerillo del Norote) | 1445                             | 1541                             |
| 0150      | Эль-Саладито (исп. El Saladito)                     | 968                              | 1310                             |
| 0105      | Эмпаке-Тарриба (исп. Empaque Tarriba)               | 2382                             | 1268                             |
| 0024      | Сеута (исп. Ceuta)                                  | 630                              | 1208                             |

## Экономическая деятельность
По статистическим данным 2000 года, работоспособное население занято по секторам экономики в следующих пропорциях: сельское хозяйство, скотоводство и рыбная ловля — 69,3 %, промышленность и строительство — 6,8 %, сфера обслуживания и туризма — 22,1 %, прочее — 1,8 %.

## Инфраструктура
По статистическим данным 2010 года, инфраструктура развита следующим образом:
- электрификация: 98,4 %;
- водоснабжение: 97,7 %;
- водоотведение: 81 %.

## Туризм
Основные достопримечательности:
- церковь Богоматери в муниципальном центре;
- руины церкви в местечке Конитаки;
- дом-музей генерала Хосе Агилара Барразы, датируемый 1928 годом;
- памятник Мигелю Идальго;
- курорты и пляжи Сеуты на побережье Калифорнийского залива.

## Фотографии

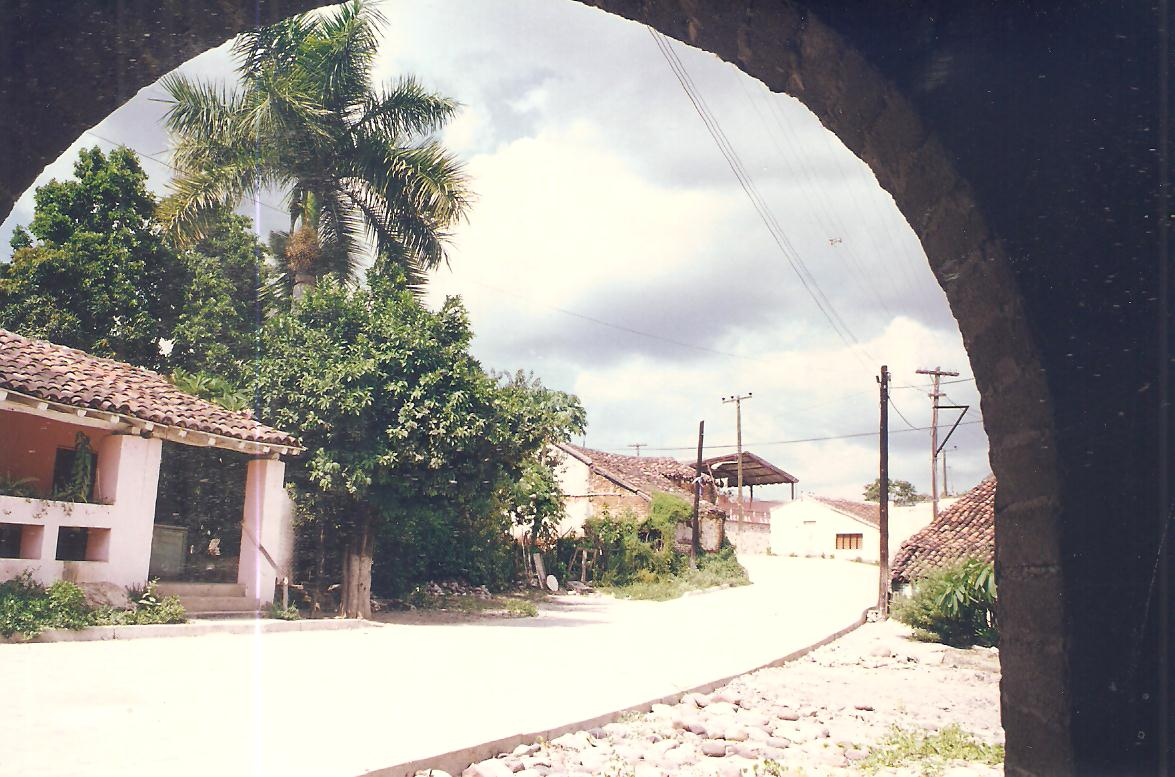
Посёлок Элота
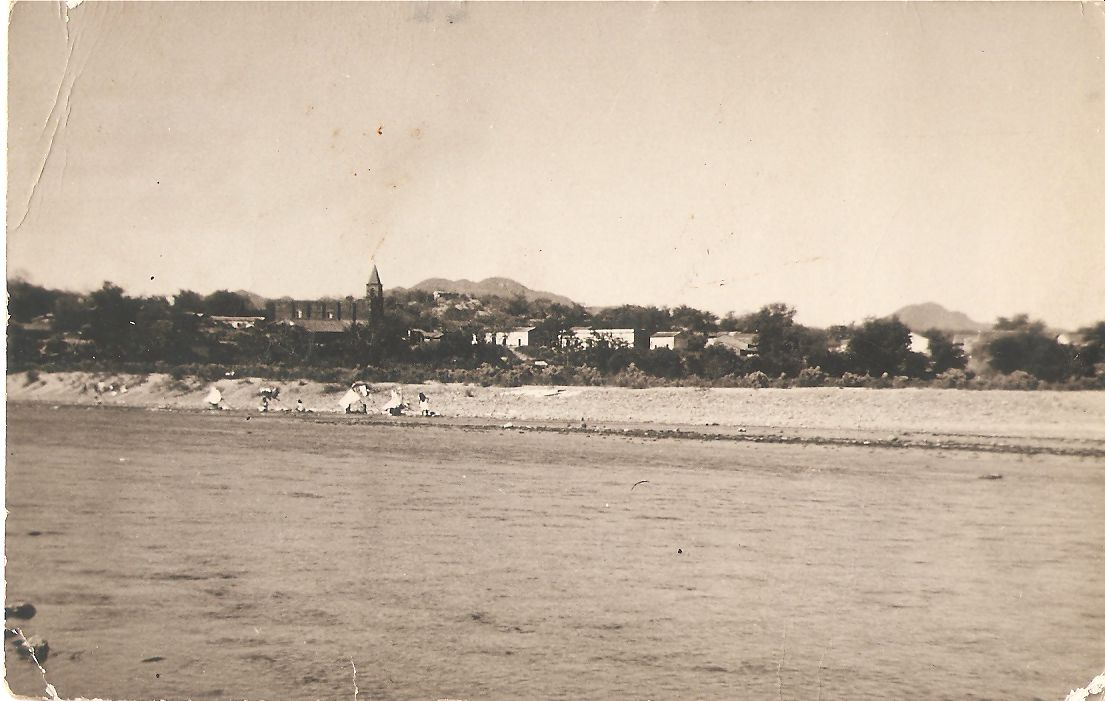
Вид на Ла-Крус с реки Элота